# 田名部まつり

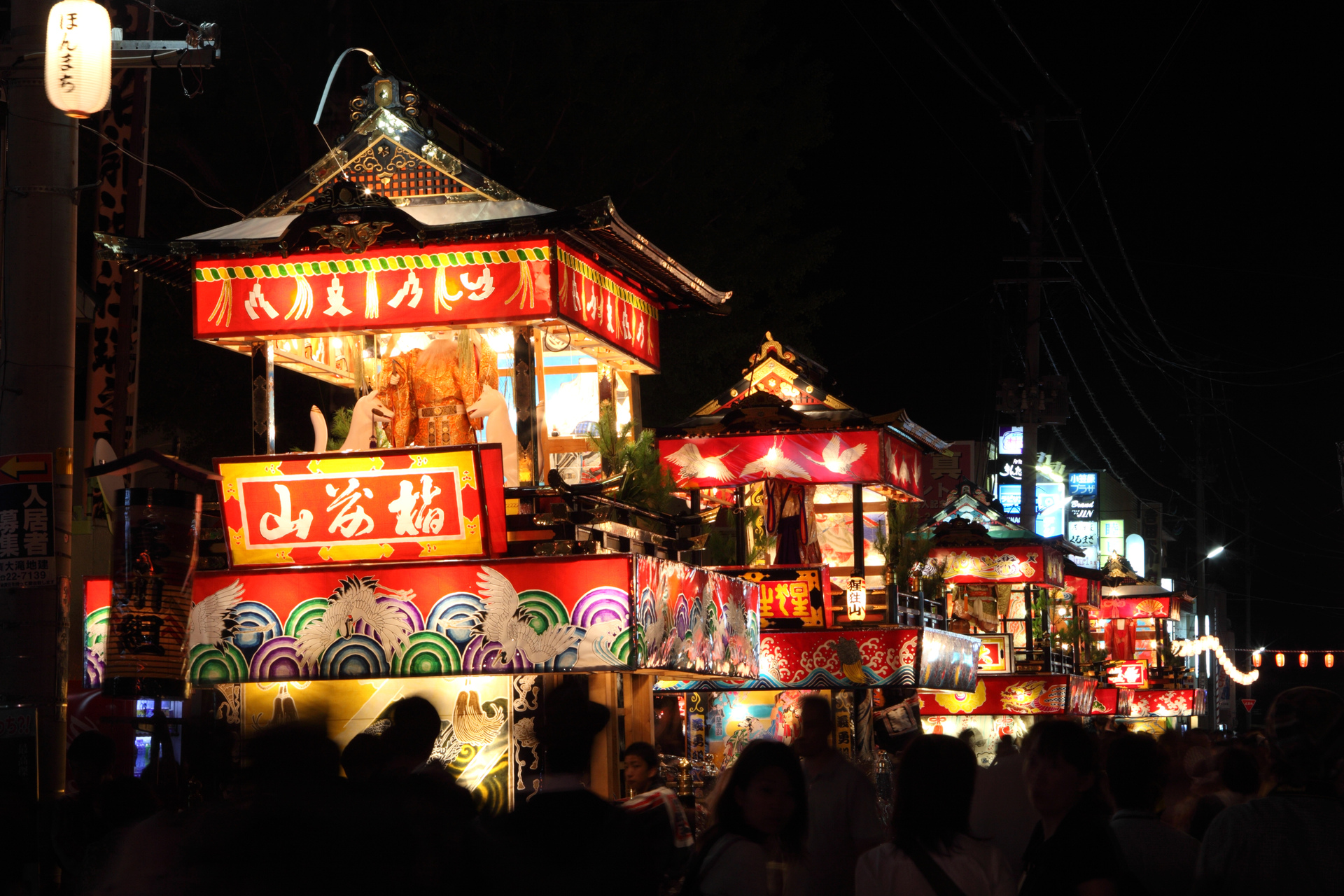
田名部まつり

田名部まつり（たなぶまつり）は青森県むつ市にある田名部神社の例大祭である。青森県の無形民俗文化財に指定されている。

## 歴史・背景
- 田名部まつりの起源がいつかは定かではないが、約370年以上の歴史をもつ[いつ?][要出典]といわれている。

- 江戸時代中期の紀行家菅江真澄が田名部を訪れた際に書いた『牧の朝露』によれば、寛政5年（1793）にはすでに現在の運行形態に近い状態で行われていたことがわかる。

- かつて田名部は南部藩の代官所が置かれ、下北の産業・経済・文化の中心地となっていた。田名部自体には海に開けた港はなかったが、陸奥湾（大湊湾）に停泊した北前船からの荷の積み卸しが田名部川を通して行われ、その水運で栄えた町であった。下北からは上方に向けてヒバ、アワビ、ナマコ、コンブが出荷され、諸国からは西廻り航路を通って数々の珍しい物品がもたらされた。また、物だけではなく言葉や文化ももたらされた。

- 下北の産物は高級品として扱われ、上方や中国に長崎俵物として売られていった。そうして下北の町人は富を得たのである。下北は不毛の地と称されることがたびたびあるが、地元で作物が収穫できなければ買えば良かったのである。実際、当時の下北人は食うに困らず、俳諧などの文学や書をたしなみ、学問をする余裕があったと伝えられている。

- 江戸時代初期より、下北では多くの近江商人が活躍し、これらの人々が言葉や文化の伝導に一役かっていた。近江商人の出身地である滋賀県などを経由して、京都八坂神社の祇園祭が伝わったと思われ、その流れを汲み、山車の形態、囃子にその痕跡が見てとれる。それゆえ「北のみやび」とも称される。
- 一方、夜囃子のヤマヤレは、秩父夜祭など関東の祭囃子に似た軽快なものであり、京都や近江(滋賀県)などだけではなく、他の地方からの影響、交流が広くあった可能性をうかがわせる。
- 昼の装飾は京都祇園祭の影響のある豪華なものであり、京都などに発注、中には遠く中国やペルシャなどの諸外国の材料や技術で作成されたものまでもある。夜の装飾は見返り絵を始めとして、津軽地方・下北地方のねぶたの影響も加わったもので、町内で作成しているものである。

- どのような謂われで伝えられ、定着したのかは不明であるが、いずれにせよ町人の経済力がなければ、山車本体、山車に使う豪華な調度品、御神体などを買うことはできなかったであろうし、心意気や祭をするだけの心の余裕がなければ維持し守り続けることもできなかったであろう。

- 田名部まつりは、かつて陰暦7月18-20日に行われていたが、1870年（明治3年）より現在の8月18-20日となった。

## 山車
田名部5町（横迎町、小川町、柳町、本町、新町）にはヤマと呼ばれる木製・黒漆塗りの山車がある。ヤマは2階建てで、下の階には乗子（のりこ）と呼ばれる囃子方が乗り、上の階には御神体を乗せて運行する。金具装飾、漆絵、屋根の形式など細部の造りや装飾は各ヤマで異なる。
車輪は木製の4輪である。車輪が木製であるだけではなく、ヤマそのものの高さもあるため、辻を曲がるのは難しく、そのため梃子(テコ)と呼ばれる専門者が辻での回転を巧みに操作する。
ヤマには左右一対の綱がつけられ、人々が曳くようになっている。
ヤマは昼夜で飾りを替える。昼間は刺繍を施した大水引き幕、小水引幕、見送り幕、御簾で飾られる。これらの幕は古くより京都の業者などの制作を依頼したり、中国から輸入したものを長崎経由で購入したものである。一方、夜間は昼間の幕に替わり、地元の描き手によって描かれた額（がく）と呼ばれる絵灯籠に付け替えられ、中に明かりをともす。夜間の額は毎年描き変えられる。
ヤマの運行は組が取り仕切る。組は男性のみで構成される。中学生～高校生で囃子方の乗子、その後は正式に組の一員となり、厳格な上下関係の元にしきたりを学んでいく。組は組頭（くみとう）を筆頭とし、副組頭、小頭、理事、幹事（評議員）、などが続く。組員はおよそ四十歳で定年となる。

### 先山　稲荷山(いなりやま)
- 横迎町豪川組（ごうせんぐみ）
  - 御神体　稲荷神・白狐左右一対
    - 見送り幕　黄鶴に乗った仙人の図

### 二番山　猩猩山(しょうじょうやま)
- 小川町義勇組（ぎゆうぐみ）
  - 御神体　猩猩神
    - 見送り幕　鳳凰が仙人を乗せて飛ぶ図

### 三番山　大黒山(だいこくやま)
- 柳町共進組（きょうしんぐみ）
  - 御神体　大黒天
    - 見送り幕　義光が秘曲を授ける図

### 四番山　蛭子山(えびすやま)
- 本町・田名部町明盛組（みょうせいぐみ）
  - 御神体　蛭子様
    - 見送り幕　大亀が仙人を乗せて泳ぐ図

### 後山　香爐峯(こうろほう)
- 新町新盛組（しんせいぐみ）
  - 御神体　清少納言
    - 見送り幕　鬼若丸が鯉に乗っている図

　　　　　　紅毛唐人憩図（こうもうとうじんいこいのず）

## 囃子・かけ声
囃子は横笛、鼓、手平鉦、大太鼓、小太鼓で演奏される。主な囃子は二種類ある。
- 祇園囃子　昼間、町内を運行時に奏でられる。静かで哀愁のある曲調。
- ヤマヤレ　夜間、田名部神社前に整列時および運行時に奏でられる。

　アップテンポで技巧を凝らした笛のメロディラインが特徴である。　
辻回しの掛け声にも種類があり
- 豪川組稲荷山「トドコートーノー」

- 義勇組猩猩山「ヤデコラーセーノー」

- 共進組大黒山「ヤデコラーセーノー」

- 明盛組蛭子山「トドコーセーノー」

- 新盛組香爐峯「ヤデコラーセーノー」

のかけ声で辻を回す。「ヤッ　トーレッ」でヤマの向きを微調整する。夜間には「ヤマヤレ　ヤマヤレ」のかけ声でヤマを曳く。「おしまこ」や各組特有の持ち歌を唄いながら曳くこともある。

## 主な行事日程
毎年8/18-8/20に行われる。
8月18日　
午前　　　大神楽参社、山車参社（町内を運行してから参社）
夕方　　　能舞奉納（田名部神社神楽殿）、前々夜祭
午後9時半　山車、大神楽、能舞退社
8月19日　
午前　　　大神楽参社
正午　　　山車参社
午後　　　招魂祭
夕方　　　前夜祭、能舞奉納（田名部神社神楽殿）
午後10時　山車、大神楽、能舞退社
8月20日
午前　　　大神楽、山車参社、参進、例祭
正午　　　山車出発、御神輿渡御
夕方　　　山車横迎町点燈、御神輿還御、還御祭、神楽奉納
午後8時半　山車帰社
午後10時半　大神楽、能舞、山車退社
8月18日にはおしまこ流し踊り、8月19日にはみこし祭りがある。

## 運行地域
むつ市田名部地区。